# Scarus ghobban

Vista íntegra de un Scarus ghobban en las islas Galápagos, Ecuador.

Scarus ghobban es una especie de peces de la familia Scaridae en el orden de los Perciformes.

## Morfología
• Los machos pueden llegar alcanzar los 90 cm de longitud total.

## Distribución geográfica
Se encuentra desde el Mar Rojo y Sudáfrica hasta el sur del Japón, Nueva Gales del Sur (Australia) y Seychelles, desde el Golfo de California hasta Ecuador, y, también, el Mediterráneo oriental.